# Creand
Creand (anteriormente Crèdit Andorrà) es un grupo financiero del Principado de Andorra fundado en 1950. El grupo tiene presencia en Andorra, España, Luxemburgo, los Estados Unidos (Miami) y Panamá.  Centra su actividad en la banca comercial, la banca privada y la gestión de activos a escala internacional, además de los seguros.

## Desarrollo
Con presencia internacional, el grupo proporciona servicios globales de banca privada, gestión de activos, banca comercial y seguros de vida. En 2023 el grupo contaba con un volumen de negocio de más de 27.620 M€. 
Con la implantación de la marca Creand en Andorra a partir de 2023, el grupo ha culminado el proceso que se había iniciado en 2020 en las plazas internacionales. Con la nueva nomenclatura, en Andorra el banco pasa a llamarse Creand Crèdit Andorrà , la gestora es Creand Asset Management, la aseguradora Creand Assegurances Estalvi y la fundación es Creand Fundació. Las filiales que operan en España, los Estados Unidos y Panamá se agrupan bajo el nombre de Creand Wealth Management. En Luxemburgo, la denominación del banco es Creand Wealth & Securities.

## Servicios
En el ámbito internacional el grupo ofrece servicios de banca privada y gestión de patrimonios, que se gestionan mediante una plataforma financiera internacional que ofrece inversiones y soluciones globales y que tiene presencia en Andorra, Europa y América.
En Andorra, Creand Crèdit Andorrà proporciona un servicio de banca privada, banca comercial y gestión de activos. Ha incorporado el pago con teléfonos móviles, un servicio de inversiones digitalizado (Merkaat), y programas de aceleración empresarial (Scale Lab Andorra).

## Historia
Creand Crèdit Andorrà se fundó en 1950 a cargo de un grupo de emprendedores en una Andorra que empezaba a andar en el ámbito del comercio y de los servicios. La entidad amplió sus servicios con la creación de la gestora de activos financieros del grupo en 1990 y con la apertura de la rama aseguradora en 1996.
En 2005, Creand Crèdit Andorrà adquirió e integró la filial andorrana de CaixaBank.
En 2008 empezó el proceso de internacionalización del grupo. En 2011, la entidad compró el 85% del banco español Banco Alcalá, un banco orientado a la gestión global de patrimonios para clientes privados e institucionales, con oficinas a Madrid (sede de Banco Alcalá), Barcelona y València. En 2021 se adquirió el 100% de Vall Banc. En 2023, la sociedad gestora de la filial española completó la fusión por absorción de GBS Finanzas Investcapital A.V., la agencia de valores de GBS Financio especializada en el asesoramiento a clientes de altos patrimonios y Family Office.
Desde 2020 el grupo impulsa la Cátedra Creand de Emprendimiento y Banca de la IESE Business School, que sustituye la Cátedra Crèdit Andorrà de Mercados, Organizaciones y Humanismo, que funcionaba desde 2006.

## Patrocinios
En el ámbito deportivo el grupo patrocina fundamentalmente el esquí, y también tenis, piragüismo y golf. Mediante el canal Creand Supporting, dedicado a los patrocinios deportivos, comparte en las redes sociales la actualidad de estos deportes.
En cuanto al esquí y el sector de la nieve, estratégicos para el Principado de Andorra, participa en el accionariado de SETAP 365; tiene acuerdos de patrocinio con la Federación Andorrana de Esquí (FAE), y con las estaciones de esquí; promueve el esquí alpino de competición y a deportistas destacados, y patrocina anualmente diferentes clubes de esquí y acontecimientos deportivos como las Finales de la Copa del Mundo de esquí alpino y la Copa del Mundo UCI de BTT.
También patrocina el torneo Creand Open de tenis,y está impulsando los deportes electrónicos en Andorra.

## Creand Fundación
Se constituyó el 1987 con el objetivo de contribuir al desarrollo social y cultural del Principado de Andorra. Como fundación privada centra sus esfuerzos en tres ámbitos: educación y conocimiento, ayuda social, y creación y cultura.

## Reconocimientos
En el conjunto de los bancos de Andorra ha recibido anualmente y desde 2002 el reconocimiento del Financial Times y del Global Banking and Finance Review como mejor banco, mejor banco digital, mejor RSC y mejor banca privada de Andorra.